# Super Cobra
Super Cobra é um jogo de ação da Konami para Arcade, lançado em 1981. Nele se controla um helicóptero e enfrenta-se inimigos de variados tipos, com mais de um tipo de arma. Os controles são simples: direcionais e de fogo.